# Then Now
Then Now ist ein Jazzalbum von Matthew Shipp und Rob Brown. Die um 2019 in den Park West Studios, Brooklyn entstandenen Aufnahmen erschienen im Juli 2020 auf RogueArt.

## Hintergrund
Die Form des Klavier- und Saxophon-Duetts hat der Pianist Matthew Shipp im Laufe seiner Karriere immer wieder abgedeckt, schrieb S. Victor Aaron, darunter die unzähligen Begegnungen, die er mit dem Tenorsaxophonisten Ivo Perelman hatte. In Then Now entwickelte Shipp mit dem Altsaxophonisten Rob Brown spontan improvisatorische Ideen, die lose als Suite miteinander verbunden sind. Die Kooperation von Matthew Shipp und Rob Brown reicht weit zurück; die beiden Musiker Matthew Shipp und Rob Brown nahmen 1988 ein Duo-Album auf (Sonic Explorations), das im Grunde der Ausgangspunkt für  Browns und Shipps Diskographie darstellte. Seitdem haben Brown und Shipp in zahlreichen Projekten zusammengearbeitet, und zwar häufig mit William Parker und Shipps ehemaligen Schlagzeuger Whit Dickey.

## Titelliste

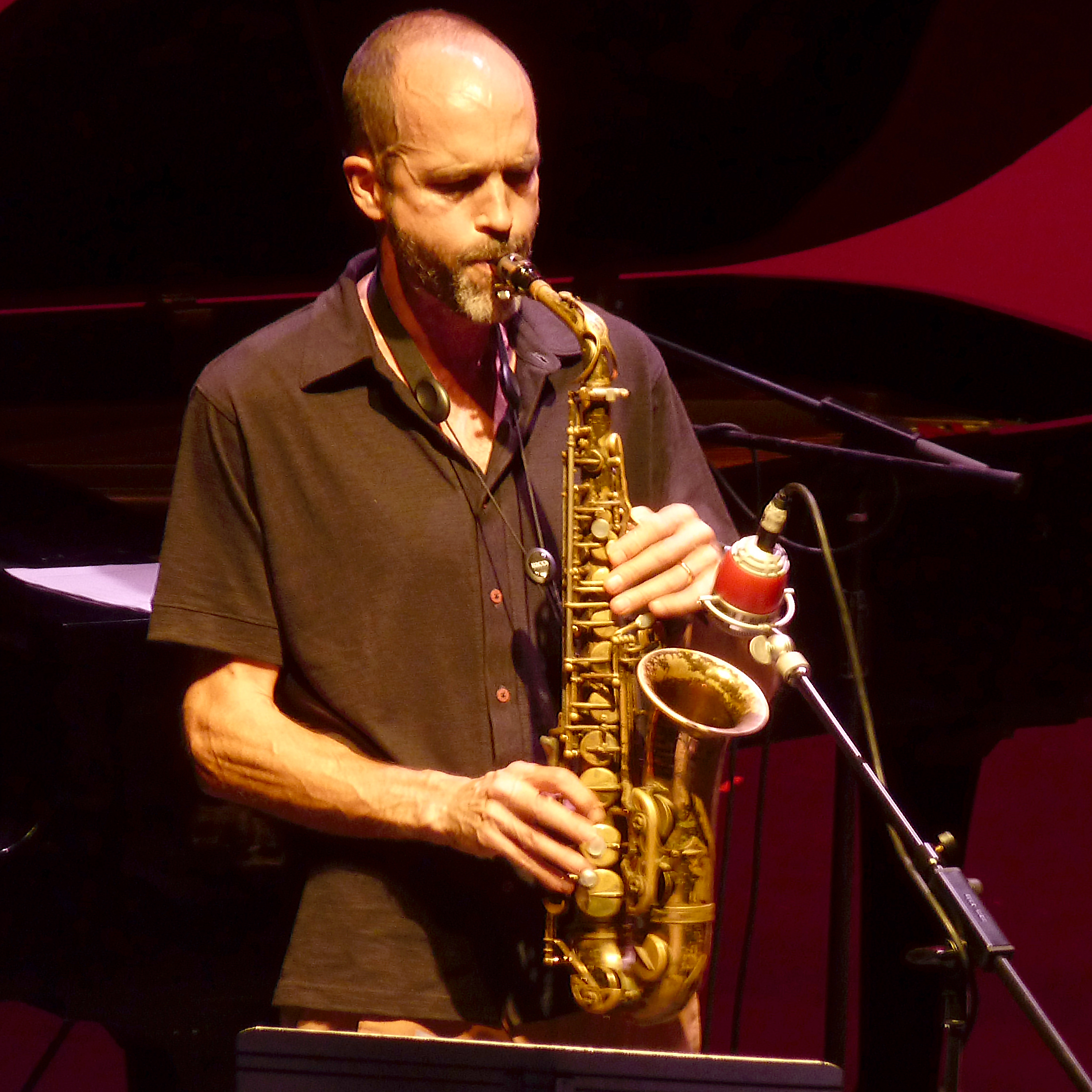
Rob Brown bei einem Auftritt beim Vision Festival Juni 2010

- Matthew Shipp & Rob Brown: Then Now (RogueArt ROG-101)[2]

1. Then Now #1 7:54
2. Then Now #2 10:42
3. Then Now #3 7:06
4. Then Now #4 9:06
5. Then Now #5 0:59
6. Then Now #6 6:22
7. Then Now #7 2:45
8. Then Now #8 5:27

Alle Kompositionen stammen von Matthew Shipp und Rob Brown.

## Rezeption
S. Victor Aaron schrieb in Something Else!, die Essenz dieses Tête-à-Tête liege nicht in bestimmten Liedern [als Basis], „sondern darin, wie zwei äußerst singuläre Künstler zu einem kreativen Ganzen verschmelzen, ohne ihre Identität zu beeinträchtigen. In diesen acht Improvisationen hören wir, wie sie dies tun, indem sie spontan Musik machen und die Hebel von Melodie, Harmonie und Rhythmus mit Bedacht einsetzen, um jedes Stück in einen narrativen Fluss zu verwandeln.“ Der Saxophon-Monolog Browns am Beginn zu „Then Now #3“ sei ein Hauptprototyp von Browns Dolphy-Ismen, die in die Sensibilitäten des  heutigen modernen Jazz vorgedrungen seien. In der Musike des Duos könne der perkussive Aspekt von Shipps Klavierspiel nicht übersehen werden. In Momenten wie in „Then Now #4“ zeige er jedoch eine starke Fähigkeit, den Fluss des musikalischen Geschehens aus den unteren Registern zu steuern und Beats an den besten Punkten einzufügen, während er telepathisch komponiert.
Nach Ansicht von Glenn Astarita, der das Album in All About Jazz rezensierte, arbeite das Duo einander entgegen, ergänze und kontrastiere sich aber auch gegenseitig, sei es, dass Browns nervöse Spielhaltung durch Shipps üppige Voicings und viel Geben und Nehmen gesüßt wird, oder wenn er durch beruhigende oder turbulente Gewässer navigiere. Laut Astarita verwandeln die Künstler einen Ansatz der freien Form in eine reizvolle Verbindung gleichgesinnter Gemüter, die dieselben Ziele teilen. Auch wenn die Musik mit Gesprächstönen und Dialogen durchsetzt ist, sei das Ergebnis durchdrungen von einem emotionalen Ausstoß, der oft die Seele berührt, was viele von diesen beiden Meistern erwarten würden.